# Crassinella marplatensis
Crassinella marplatensis is een tweekleppigensoort uit de familie van de Crassatellidae. De wetenschappelijke naam van de soort is voor het eerst geldig gepubliceerd in 1970 door de Castellanos.